# Parectopa leucographa
Parectopa leucographa är en fjärilsart som beskrevs av Turner 1940. Parectopa leucographa ingår i släktet Parectopa och familjen styltmalar. Inga underarter finns listade i Catalogue of Life.